# By- og Bygdelista
By- og bygdelista (BBL) är ett lokalt parti som är representerat i kommunfullmäktige i norska Hamar.
BBL bildades våren 1991 av Erik Kristiansen, Hanne Lystad, Ola Myhre och den kände författaren Knut Faldbakken.
1999 till 2011 var BBL:s Einar Busterud kommunstyrelsens ordförande i Hamar.
BBL definierar sig självt som ett parti som arbetar oberoende av ideologier. Politiska beslut om Hamars framtid måste bygga på sunt förnuft, gott folkskick och dokumenterad kunskap om vad som är bäst för Hamar.

## Valresultat
| Val              | Procent | Röster | Mandat |
| ---------------- | ------- | ------ | ------ |
| Kommunvalet 1991 | 12,6    | 1794   | 6      |
| Kommunvalet 1995 | 19,7    | 2332   | 10     |
| Kommunvalet 1999 | 24,5    |        | 10     |
| Kommunvalet 2003 | 28,1%   | 3441   | 11     |
| Kommunvalet 2007 | 42,0    | 5901   | 16     |
| Kommunvalet 2011 | 18,1    | 2846   | 7      |
| Kommunvalet 2015 | 27,2    | 4262   | 11     |